# Justicia telloensis
Espèce
Statut de conservation UICN

 EN B2ab(iii) : En danger
Justicia telloensis Hedrén  est une espèce de plantes à fleurs de la famille des Acanthaceae et du genre Justicia, endémique du Cameroun.

## Étymologie

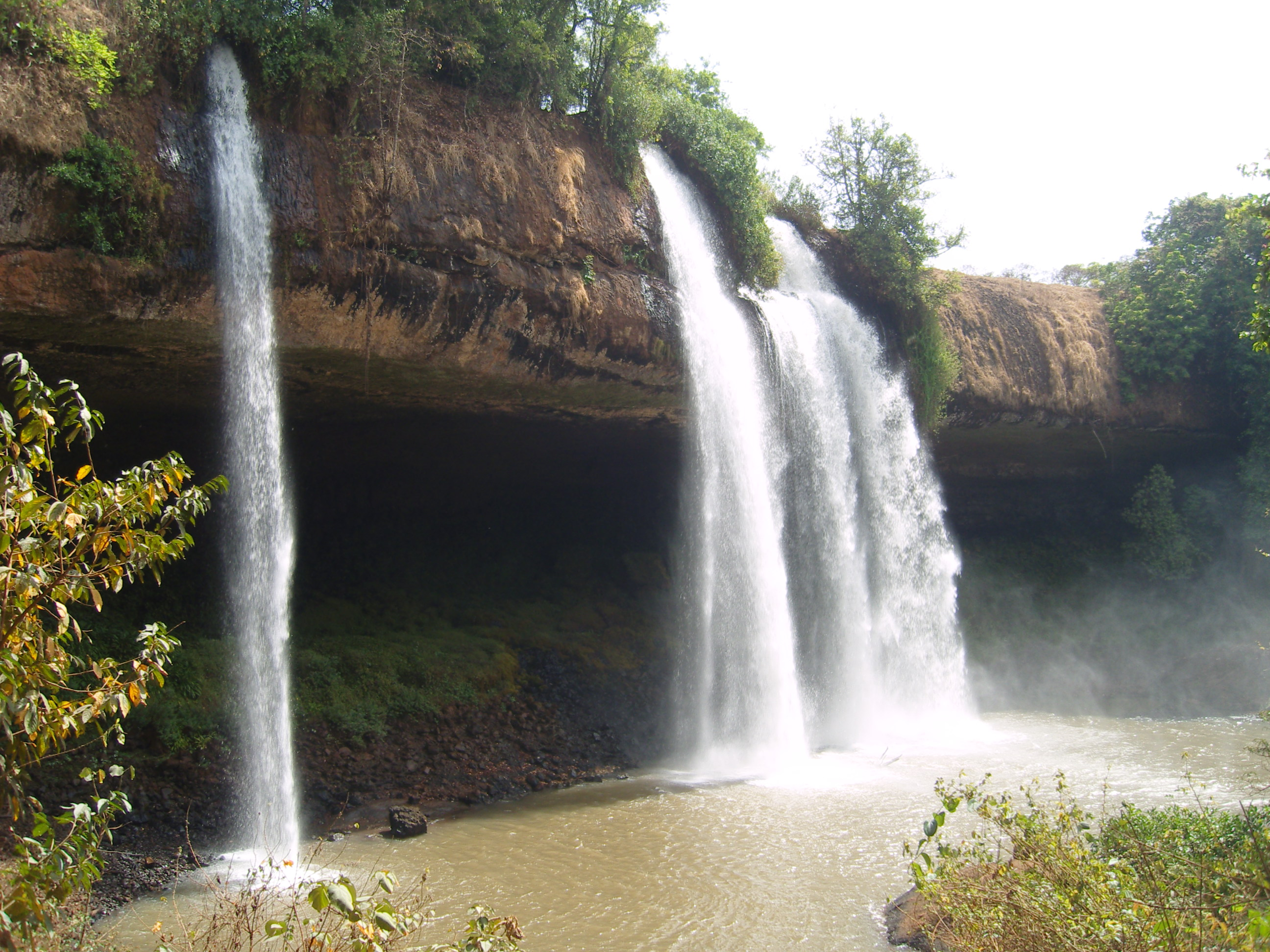
Chutes de Tello.

Son épithète spécifique telloensis fait référence à la localité de Tello dans l'Adamaoua où le premier spécimen a été collecté près des chutes du même nom.

## Description
C'est une herbe qui peut atteindre un mètre de hauteur.

## Distribution
Endémique du Cameroun, très rare, elle n'a été récoltée que sur deux sites, aux chutes de Tello (1964 et 1967) et au cratère de Mbi (Région du Nord-Ouest) en 1998.

## Écologie
C'est une espèce en danger (EN) qui figure sur la liste rouge de l'UICN.